# مارتینا فرانکا
مارتینا فرانکا (به ایتالیایی: Martina Franca) یک کومونه در ایتالیا است که در استان تارانتو واقع شده‌است.

## خصوصیات
مارتینا فرانکا ۲۹۵ کیلومترمربع مساحت و ۴۹٬۴۲۹ نفر جمعیت دارد و ۴۳۱ متر بالاتر از سطح دریا واقع شده‌است.